# Демидов, Кирилл Александрович
Кири́лл Алекса́ндрович Деми́дов (укр. Кирило Олександрович Демідов; 18 августа 1996) — украинский футболист, нападающий.

## Биография

### Ранние годы
Воспитанник ДЮСШ запорожского «Металлурга». С 2009 по 2013 год провёл 29 матчей и забил 3 мяча в чемпионате ДЮФЛ.

### Клубная карьера

#### «Металлург»
7 августа 2013 года дебютировал за юниорскую (U-19) команду «Металлурга» в домашней игре против «Севастополя», а за молодёжную (U-21) команду впервые сыграл 28 февраля 2015 года в выездном поединке против ужгородской «Говерлы».
29 ноября 2015 года дебютировал в основном составе «Металлурга» в выездном матче Премьер-лиги против луцкой «Волыни», в котором отыграл первый тайм, после чего был заменён на Романа Стефурака в начале второй половины встречи. Во время зимнего перерыва сезона 2015/16 покинул «Металлург» в связи с процессом ликвидации клуба. Всего за время выступлений в составе запорожской команды провёл 1 поединок в чемпионате, 14 игр (в которых забил 2 мяча) в молодёжном первенстве и 24 матча (в которых забил 2 гола) в юношеском турнире.

#### «Металлист»
17 февраля 2016 года был официально заявлен в состав харьковского «Металлиста». 5 марта того же года дебютировал за молодёжную (U-21) команду харьковчан в матче против луцкой «Волыни».

## Статистика
| Клуб                  | Лига         | Сезон   | Чемпионат | Чемпионат | Кубок | Кубок | Дубль | Дубль |
| Клуб                  | Лига         | Сезон   | Игры      | Голы      | Игры  | Голы  | Игры  | Голы  |
| --------------------- | ------------ | ------- | --------- | --------- | ----- | ----- | ----- | ----- |
| Металлург (Запорожье) | Премьер-лига | 2014/15 |           |           |       |       | 7     | 1     |
| Металлург (Запорожье) | Премьер-лига | 2015/16 | 1         | 0         |       |       | 7     | 1     |
| Металлист             | Премьер-лига | 2015/16 |           |           |       |       | 1     | 0     |